# Michael Rabušic
Michael Rabušic (Třebíč, 1989. szeptember 17.) cseh válogatott labdarúgó, csatár.

## Pályafutása

### A válogatottban
Többszörös cseh utánpótlás-válogatott. A felnőtt válogatottban 2013. augusztus 14-én mutatkozott be egy Magyarország elleni barátságos mérkőzésen.

#### Mérkőzései a cseh válogatottban
| #  | Dátum                | Ellenfél     | Eredmény | Kiírás              | Esemény |
| -- | -------------------- | ------------ | -------- | ------------------- | ------- |
| 1. | 2013. augusztus 14.  | Magyarország | 1 – 1    | barátságos mérkőzés | 58'     |
| 2. | 2013. szeptember 6.  | Örményország | 1 – 2    | Vb-selejtező        | 55'     |
| 3. | 2013. szeptember 10. | Olaszország  | 1 – 2    | Vb-selejtező        | 77'     |
| 4. | 2020. október 14.    | Skócia       | 0 – 1    | Nemzetek Ligája     | 77'     |

## Sikerei, díjai
Slovan Liberec
- Cseh bajnok (1): 2011–12